# 이남용 (1924년)
이남용(李南容, 1924년 8월 14일 ~ 2000년 1월 23일)은 실업가로 평송청소년문화센터의 기금 기탁자이다. 그는 1934년 공주에서 태어나 1945년 도쿄 풍남상고를 졸업하고 귀국하여 한밭상고에서 교사로 근무했다. 또한 대전시교육위원회 부의장을 역임하였다. 1974년 신축한 중앙데파트 내에 대규모 슈퍼마켓을 입점함으로 충남슈퍼체인주식회사를 설립하였고, 1990년 대표이사로 재직 시에 30억 원을 기탁하여 평송청소년문화센터의 건립 비용을 댔다.